# Espinor de Weyl
Un espinor de Weyl o espinor relativista es un tipo de espinor, elemento de un espacio vectorial {\displaystyle (\mathbb {C} ^{2},\cdot )} dotado de una forma simpléctica que le da estructura de variedad simpléctica lineal, usado para representar de manera matemáticamente conveniente cuadrivectores del espacio-tiempo de Minkowski de cuatro dimensiones. Deben su nombre al matemático alemán Hermann Weyl, que los investigó a principios de siglo XX. Los espinores de Weyl generalizan a los espinores de Pauli.

## Introducción
Existe una correspondencia cuadrivectores y ciertas matrices hermíticas expresables como combinación de matrices de Pauli y la identidad. Para construir dicha relación primero representamos cuadrivectores {\displaystyle \mathbf {X} =(ct,x,y,z)} como matrices, de la siguiente forma:

{\displaystyle \mathbf {X} =(ct,x,y,z)\mapsto \mathbf {\hat {X}} ={\begin{bmatrix}ct+z&x-yi\\x+yi&ct-z\end{bmatrix}}}

Formalmente esta matriz es un elemento del álgebra de Lie del grupo SL(2,C) que es un espacio vectorial real de dimensión 6, por tanto, isomorofo al espacio {\displaystyle \mathbb {R} ^{6}}. Denominaremos a las matrices de esta última forma que sí representan puntos del espacio-tiempo de Minkowski como "cuadrivectores de Weyl". Lo interesante de esta forma de representar los cuadrivectores como "cuadrivectores de Weyl" o matrices de sl(2,C), es que las transformaciones de Lorentz propias admiten una representación más simple en términos de estas matrices. Consideremos una transformación de Lorentz del SO(1,3), {\displaystyle {\boldsymbol {\Lambda }}\in {\text{SO}}^{+}(1,3)} y consideremos su actuación sobre el cuadrivector {\displaystyle \mathbf {X} }:

{\displaystyle \mathbf {X'} ={\boldsymbol {\Lambda }}\mathbf {X} }

Resulta que se puede alguna matriz {\displaystyle \mathbf {L} \in {\text{SL}}(2,\mathbb {C} )} tal que el resultado de la rotación puede calcularse como:

{\displaystyle \mathbf {{\hat {X}}'} ={\begin{bmatrix}ct'+z'&x'-y'i\\x'+y'i&ct'-z'\end{bmatrix}}=\mathbf {L} {\begin{bmatrix}z&x-yi\\x+yi&-z\end{bmatrix}}\mathbf {L} ^{\dagger }}

donde se tiene también {\displaystyle \mathbf {{\hat {X}}'} ={\widehat {{\boldsymbol {\Lambda }}\mathbf {r} }}}. De hecho, puesto que SL(2,C) es el grupo topológico que es el recubridor universal de SO(3,1), siendo como espacio recubridor un espacio que recubre dos veces la matriz {\displaystyle \mathbf {L} } no es única, de hecho tanto {\displaystyle \mathbf {L} } como su opuesta {\displaystyle -\mathbf {L} } satisfacen la relación anterior. Otra propiedad notoria es que el determinante de la matriz que representa a un cuadrivector, coincide numéricamente con la pseudonorma del cuadrivector:

{\displaystyle -\det {\begin{bmatrix}ct+z&x-yi\\x+yi&ct-z\end{bmatrix}}=c^{2}t^{2}-x^{2}-y^{2}-z^{2}=|\mathbf {X} |^{2}}

## Definición de espacio simpléctico de espinores de Weyl
El espacio de espinores de Weyl {\displaystyle S_{W}=(\mathbb {C} ^{2},{\boldsymbol {\epsilon }})} está formado por pares de números complejos {\displaystyle (\xi _{1},\xi _{2})\in S_{P}} cuya forma simpléctica se define como:

{\displaystyle \omega ({\boldsymbol {\psi }},{\boldsymbol {\phi )}}={\begin{bmatrix}{\phi }_{1}&{\phi }_{2}\end{bmatrix}}{\begin{bmatrix}0&1\\-1&0\end{bmatrix}}{\begin{bmatrix}{\phi }_{1}\\{\phi }_{2}\end{bmatrix}}={\psi }_{1}\phi _{2}-{\psi }_{2}\phi _{1}}

El producto tensorial de dos espinores se transforma como un cuadrivector, es decir, la combinación:

{\displaystyle {\begin{bmatrix}ct+z&x-yi\\x+yi&ct-z\end{bmatrix}}={\begin{bmatrix}{\psi }^{1}\\{\psi }^{2}\end{bmatrix}}{\begin{bmatrix}{\phi }_{1}&{\phi }_{2}\end{bmatrix}}=:{\boldsymbol {\psi }}\otimes {\boldsymbol {\phi }}}

Nótese que cualquier "cuadrivector isótropo" o "de tipo luz" (con {\displaystyle c^{2}t^{2}-x^{2}-y^{2}-z^{2}=0}) se puede expresar como producto de dos espinores de Weyl que tienen componentes iguales a {\displaystyle |\psi ^{1}|={\sqrt {ct+z}}}, {\displaystyle |\psi ^{2}|={\sqrt {ct-z}}} y {\displaystyle {\text{arg}}(\psi /\psi ^{2})=\arctan(y/x)}. Igualmente se puede demostrar que ciertos productos con un número par de espinores de Weyl dan lugar a una mangitud que bajo transformaciones de Lorentz se transforma como una magnitud tensorial ordinaria. Sin embargo, los productos de un número impar de espinores de Weyl, son propiamente magnitudes espinoriales, y por tanto, bajo una rotación {\displaystyle 2\pi } alrededor de un eje fijo cambian de signo y, por tanto, no pueden ser interpretados como magnitudes tensoriales.